# Uchi-Uke

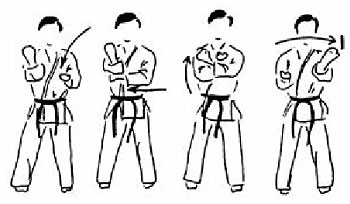
Der Bewegungsablauf der Uchi-Uke

Die Uchi-Uke (oder auch Uchi-Ude-Uke, japanisch 内腕受け) bezeichnet in Karate eine Abwehrtechnik mit dem Unterarm für den mittleren Körperbereich (Chūdan). uchi (内) steht für „innen“, ude (腕) für „Arm“, uke (受け) für „Abwehr“.
Der Begriff ist vorrangig im Shōtōkan verbreitet. In Stilen wie z. B. Gōjū-Ryū wird dieselbe Uke-Waza als Yoko-Uke bezeichnet. Beide Bezeichnungen definieren die Abwehrbewegung von innen nach außen. Der Gegensatz dazu ist Soto-Uke, welche eine Bewegung von außen nach innen meint.